# Torneos Fútbol Base
Los torneos de fútbol base están dirigido a niños aficionados al fútbol (ya sea tanto federados como no) que se disputan cuando las ligas en las que participan no se juegan.
Estos torneos tienen muy buena aceptación entre los clubes de fútbol puesto que son una recompensa al trabajo bien hecho durante la temporada a la vez que hacen que los niños no pierdan el hábito de practicar este deporte y aprendan a competir contra equipos de otras regiones o países.
La mayor parte de estos torneos se disputan en fechas apropiadas tanto para los jugadores como para los padres, es decir en periodos vacacionales como por ejemplo Semana Santa y verano en la que los jugadores no tiene colegio y los padres tienen la oportunidad de cogerse algunos días para acompañaran a sus hijos también.
Estos torneos están dirigidos a niños y jóvenes desde los 5 hasta los 19 años. Los hay por toda España y por el extranjero, los más conocidos son los siguientes:

## EnEspaña
- - Mediterranean International Cup: Torneo Internacional de fútbol base que se disputa en Gerona, Cataluña en Semana Santa y cuenta con la participación de los principales clubes y selecciones a nivel mundial. Página web oficial: www.micfootball.com
- Trofeo San Jaime: Torneo Internacional de fútbol base que se disputa en Lloret de Mar, Gerona en Semana Santa. Página web oficial: TROFEO SAN JAIME
  - Costa Blanca Cup: Torneo Internacional de fútbol base que se disputa en Benidorm, Alicante tanto en Semana Santa como en verano. Página web oficial: COSTA BLANCA CUP
  - Costa Blanca Cup Fútbol Sala: Torneo Internacional de fútbol sala base que se disputa en Benidorm, Alicante tanto en Semana Santa como en verano. Página web oficial: COSTA BLANCA CUP FUTSAL Archivado el 18 de septiembre de 2008 en Wayback Machine.
  - Trofeo Mediterráneo: Torneo Internacional de fútbol base que se disputa en Lloret de Mar, Gerona en verano. Página web oficial: TROFEO MEDITERRANEO
  - Valencia CF Cup: Torneo Internacional de fútbol base que se disputa en Valencia (en la Ciudad Deportiva del Valencia C. F.) tanto en Semana Santa como en verano. Página web oficial: VALENCIA C.F. CUP
  - San Antonio Cup: Torneo Nacional de fútbol base que se disputa en Palencia, Castilla y León. Página web oficial: SAN ANTONIO CUP
  - Íscar Cup: Torneo de fútbol 7 categoría Benjamín, celebrado hasta 2016 en la localidad de Íscar y desde 2017 en Medina del Campo. Es televisado por Gol TV. Resultados de la edición 2018: ISCAR CUP
  - Cerdanya Cup: Torneo de fútbol en verano que se juega en las categorías Benjamín, Alevín, Infantil, Cadete, y Juvenil. Resultados de la edición 2018: CERDANYA CUP
  - Miranda Cup: Torneo de fútbol infantil disputado en Miranda do Corvo, Portugal.  La competición combina la práctica de fútbol 7 con la tranquilidad de la naturaleza. El torneo cuenta con distintas categorías por edades como: Prebenjamín (2009/10), Benjamín B (2008), Benjamín A (2007) y Alevín (2006). Resultados de la edición 2018: MIRANDA CUP
  - Ciudad de Pozoblanco: Es un torneo de fútbol 7. Acoge a los mejores equipos de fútbol base en España en categoría benjamín y alevín. Para la edición de 2018, participaron clubes importantes como el Villarreal, Real Madrid, Atlético de Madrid y Real Betis. Estos fueron los resultados: TORNEO CIUDAD DE POZOBLANCO

- Datos: Q6149909